# Colegio Civil
Colegio Civil (también llamado Centro Cultural Universitario de Nuevo León) es la cuna de la máxima casa de estudios en el estado de Nuevo León, este inmueble desde su inicio fungía como sede de la Preparatoria número 1 de la UANL (Universidad Autónoma de Nuevo León), en el acceso norte de la fachada de hoy como el Colegio Civil Centro Cultural Universitario. Recientemente desde la restauración del recinto año 2004 y 2005 terminó hasta 2006 permitió rescatar este edificio, que ha logrado admirable posicionamiento como centro cultural, sede de eventos sociales y académicos de gran trascendencia en la historia de Nuevo León. Este inmueble es de los pocos que su construcción empezó en los finales del siglo XVIII, empezó a construirse por los años de 1793 y 1794 el cual su primera misión era servir como hospital. En 1857 se definió finalmente como Colegio Civil y sirvió como tal.

## Antecedentes

### Antecedentes de la educación superior 1701-1800
Con el descubrimiento de América en 1492 se inició también la evangelización de los naturales de Nuevo Mundo. A partir del siglo XVI junto con los colonizadores españoles llegaron frailes franciscanos, dominicanos y agustinos a dirigir la enseñanza, utilizando imágenes, pintura, catecismos con dibujos en lugar de palabras, danza, teatro y música, además de enseñar las artes y oficios y fundar colegios e internados para indígenas.
En 1585 el III Concilio Mexicano prohibió que los indígenas se ordenarán como sacerdotes, por lo que a muchos de ellos les fue imposible realizar estudios avanzados. Sin embargo, algunos llegaron a la universidad de México para estudiar filosofía, gramática latina, derecho y medicina, ya que esa institución, fundada en 1551, estaba reservada para españoles e indígenas nobles.
Al consumarse la Independencia, la orientación de la educación superior cambió. En algunas regiones del país se crearon los institutos científicos y literarios cuya mayor aportación fue la creación de nuevas carreras y la enseñanza de ciertas materias, temáticas, física, química, cirugía, mineralogía, dibujos y bellas artes, que constituyeron la base para otorgar títulos profesionales ser agrimensor o topógrafo, facultativo en mina o ingeniero.

### Liberalismo y educación superior laica, 1801-1850
Consumada la Independencia, el país vivió años difíciles de inestabilidad económica y política. A mediados del siglo XIX México estaba dividido por dos partidos opuestos: el Partido Conservador y el Partido Liberal.
El Partido Conservador estaba integrado por ricos comerciantes, dueños de tierras y miembros del ejército o la iglesia que pugnaban por nombrar un príncipe europeo para que eligiera nuevamente el destino del país. El Partido Liberal estaba representado por hombres educados, con instrucción superior pero de recursos modestos que reclamaban un gobierno democrático, liberal y reformista.
El triunfo de los liberales encabezados por el presidente Benito Juárez de lugar el congreso constituyente que estableció una república democrática manteniendo a la iglesia alejada de los asuntos de gobierno y del control de la educación. En este ambiente reformista se crearon los colegios civiles e institutos de ciencias y artes que ampliaron las oportunidades educativas, especialmente para los pobres.

## Creación del Colegio Civil 1851-1860
En 1857 Santiago Vidaurri, gobernador del estado de Nuevo León, presenta al Congreso la propuesta para la creación del Colegio Civil; para 1859 inició sus actividades académicas de secundaria, preparatoria, y las escuelas de jurisprudencia y medicina quirúrgica, utilizando la casa episcopal como sede provisional. Su primer director fue el doctor Ángel Martínez Villarreal, y el primer alumno Antonio María Elizondo quitó la cantidad de dos pesos por su inscripción. En 1857 el Colegio Civil se instala en las ahora calles de Morelos y Zaragoza. En 1860 se funda el Hospital Civil a instancias del doctor José Eleuterio González.

### Directores del Colegio Civil
En 1702 el cura Jerónimo López Prieto solicita al gobernador del Nuevo Reino de León, Juan Francisco Vergara, merced de una manzana de tierra, con el propósito de construir una capilla a San Francisco Javier y establecer un colegio plácido de Monterrey, que estaría atendido por sacerdotes oblatos dedicados a la educación. Al año siguiente se imparte la primera cátedra de filosofía y gramática y con ello se establecen las bases del primer colegio en el norte de la Nueva España. Los maestros fundadores de tales estudios superiores fueron los clérigos del obispado de Guadalajara, Juan de la Rea y Antonio Jiménez. En 1714 el padre Jerónimo López Prieto cede el colegio a la Compañía de Jesús. A partir de la donación económica de doña Leonor Gómez de Castro en 1767, se establece una escuela, que funcionó por 20 años y en la que se educaron destacados nuevoleoneses, Servando Teresa de Mier, entre otros. En el año 1824 se crearon las primeras cátedras de derecho: civil, romano y canónico, impartidas por el seminario conciliar de la ciudad metropolitana de Monterrey. Dos años después el gobernador de Nuevo León, José María Parás, decreta la Primera Ley de Educación del Estado de Nuevo León, y el Congreso del Estado promulga el decreto para otorgar grados académicos. Entre 1826 y 1834 se crea la cátedra de medicina en Monterrey, a cargo del médico Pascual Constanza, y se imparten clases de farmacia a cargo del médico José Eleuterio González. Sus primeros egresados fueron los pioneros de su especialidad de Nuevo León, Coahuila, Tamaulipas y Texas. En 1857 Santiago Vidaurri, gobernador del estado de Nuevo León, presenta al Congreso la propuesta para la creación del Colegio Civil, y para 1859 inició sus actividades académicas de secundaria, preparatoria, y las escuelas de jurisprudencia y medicina quirúrgica utilizando la casa episcopal como sede provisional. Pero no es sino hasta octubre de 1870 cuando se inaugurar solemnemente el edificio del Colegio Civil, con el discurso oficial de su tercer director, el médico José Eleuterio González.

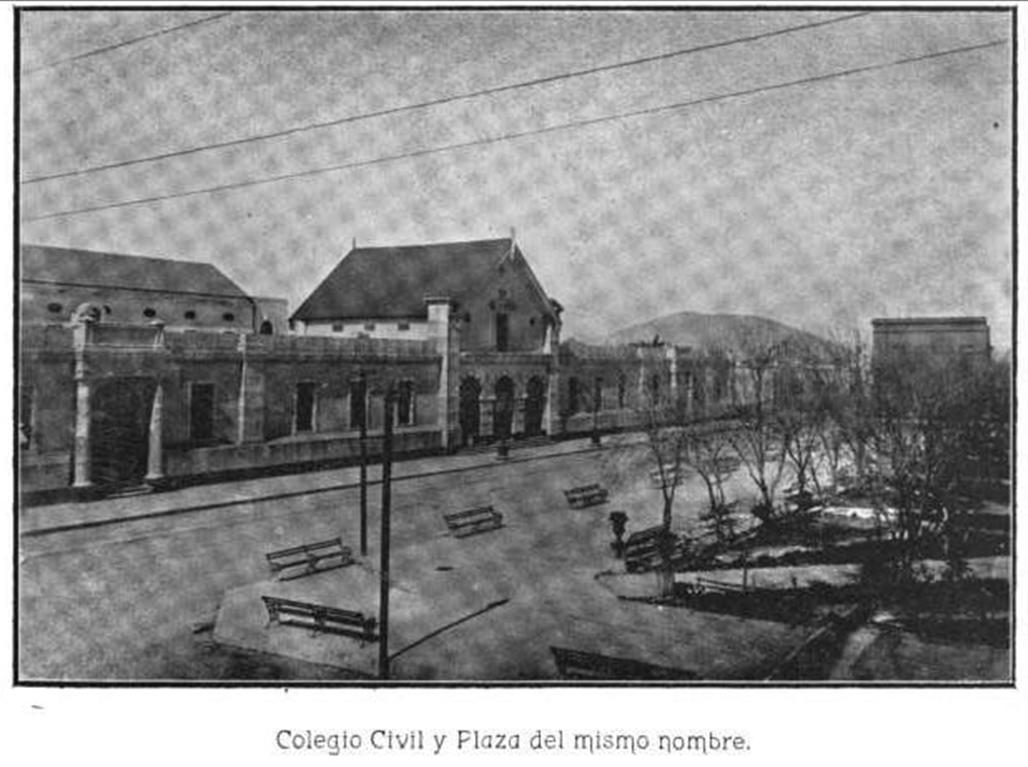
Edificio del Colegio Civil en 1902.

## Fundación del Colegio Civil 1861-1870
En 1864 el Colegio Civil se muda a la esquina de las actuales calles de Zaragoza y Ocampo. Durante la época de la intervención francesa el Colegio Civil fue clausurado por decreto de Maximiliano de Habsburgo, pero clandestinamente siguieron las clases en casas particulares de los maestros. Algunos de ellos así como alumnos distinguidos del Colegio Civil combatieron por la República  en el sitio de Querétaro.
Después de la ocupación francesa, la ciudad es recuperada por las fuerzas republicanas al mando del general Mariano Escobedo, quien en su carácter de gobernador ordenó la construcción del edificio que albergaría al colegio civil y se nombra como director al doctor José Eleuterio González.En octubre de 1870 se inaugura solemnemente el edificio del colegio civil. Con el tiempo ahí se instaló un observatorio meteorológico, un telescopio y un museo de historia natural. En ese mismo año se construye la escuela normal.

### Lectura arquitectónica del Colegio Civil
Desde entonces ha tenido varios usos y modificaciones en su estructura. Actualmente (2008) es el Centro Cultural Universitario. El actual edificio del colegio civil y su plaza del mismo nombre sufrieron una serie de transformaciones a partir de 1794, año en que el arquitecto Juan Crouset inició su trazo y construcción. Desde entonces y hasta su restauración final en el 2006, se distinguen cinco etapas fundamentales: La primera como el Real Hospital de Pobres de Nuestra Señora del Rosario, que comienza a construirse 1794 y que sería atendido por religiosas, pero queda inconcluso al suspenderse la construcción en 1797 por diferencias entre el obispo llanos y Valdés y el gobernador Herrera y Leyva. La segunda fase es la del cuartel militar que surge en la segunda década del siglo XIX, durante la lucha por la independencia. En esta etapa se adecua los restos semi-ruinosos del hospital para convertirlo en cuartel militar y la plaza vacía en plaza de armas. La tercera etapa corresponde el primer esbozo de la institución educativa, hacia 1857-1870 cuando el gobierno estatal adecua el cuartel militar para ser la sede definitiva del colegio civil del estado. Esto implicó la construcción de un gran auditorio, el aula magna, para los actos oficiales y otras actividades culturales, además de ampliar con más salones las instalaciones del segundo nivel. La quinta etapa será del centro cultural universitario que se conforma durante los año 2005 y 2006. Cada una esta etapa refleja una lectura arquitectónica distinta a causa de las adecuaciones que el edificio soportó para albergar a sus diversos ocupantes.

### Lectura arquitectónica como hospital
- El edificio fue la sede del Hospital Real que obispo Andrés Ambrosio de Llanos y Valdés comenzó la edificación finales del siglo XVIII, fue la obra de edificio por el arquitecto Juan Crouset; interrumpida y retomada después de la independencia nacional, se usó como sede del Hospital Militar, como fortín y posteriormente como centro cultural. Con ello se trazó con su frente a la plaza dividiendo la manzana de 100 varas castellanas (una vara equivale a 0.836m) en cuadro con la iglesia de 22 varas al centro y franquearan por las habitaciones de 39 varas alrededor de un patio, tanto por hombres contra mujeres y el fondo, siguiendo el trazo, los patios de convalecientes separados por el central del padre capellán y los religiosos. De estilo neoclásico, al centro, como eje dominante, la iglesia con sus oficinas correspondientes y el patio y las viviendas correspondientes del capellán y en ambos lados, separando hombres y mujeres, las instalaciones hospitalarias de naves, oficinas y patios.

Los recios cimientos de piedra y mortero prolongan desde su base sobrepasando nivel de piso a dos metros de altura para dar origen al rodapié. Sobre el rodapié se asientan pesado y bien planeados bloques de silla para el desplante de muros, los vanos de portones, puertas y ventanas se cierran con dovelas y pilares del mismo material, así como las basas, tambores y capiteles de columnas y las dovelas y claves de los arcos. La techumbre de las habitaciones son del sistema terrado: vigas y cama de madera, tierra inerte para aislar y dar dependiente para los desagües y morteros de cal, arena y piedra de alumbre para impermeabilizar, los pretiles son también de bloques de sillar, así como los jambajes de puertas y ventanas y las comicios que señalan el nivel de las ligas de la techumbre. Los piso son de tepezil en las habitaciones y de ladrillo y barro cocido en los corredores. La albañilería aclamada y nivel está cubierta con una delgada capa de mortero y lechada de cal. El edificio fue utilizado como hospital durante la epidemia de viruela que asoló la ciudad de 1798, pero solo se ocuparon temporalmente las habitaciones concluidas para recibir a los enfermos que no tuvieron cabida en el hospital provisional. Al pasar la epidemia que diezmó la región, el edificio volvió a ser clausurado.

### Lectura arquitectónica como cuartel militar

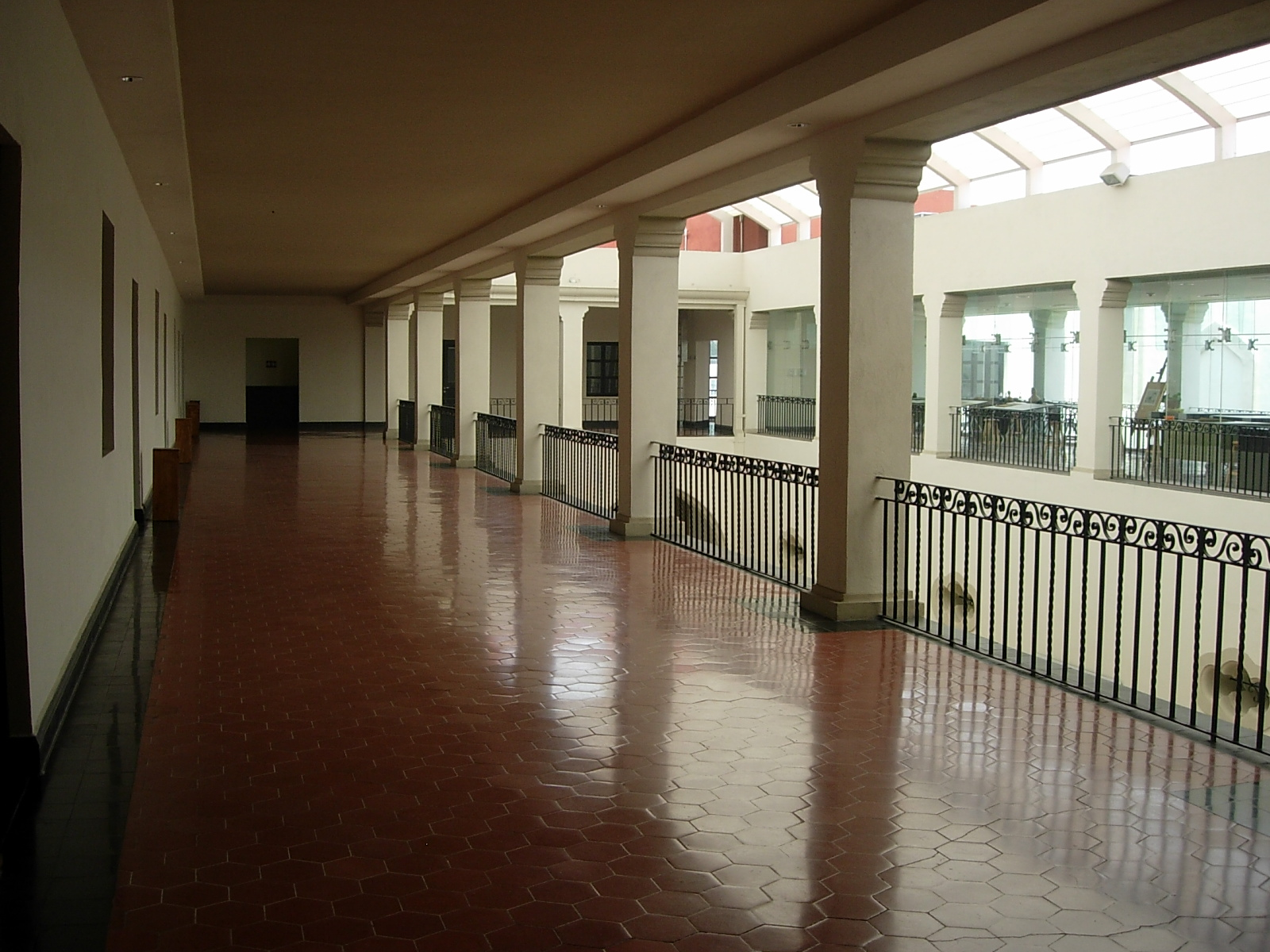
Pasillo del Colegio Civil en 2007

El edificio del hospital tuvo algunas adecuaciones para ser utilizado como cuartel de caballería y artillería en los años de lucha independentista.
En una descripción de la época se menciona que:
…*la construcción tiene edificadas piezas interiores y exteriores. Al entrar zaguán a la del hay un cuarto que la izquierda tiene una sala… que las piezas aunque en un completo deterioro, aún existe techo. De sur a norte y también en exterior está lo que llaman capilla, sin fechar, le faltan tres o cuatro carretas de sillares para perfeccionar su elevación…
La casa se encuentra totalmente destechada y sin cubiertas excepto una grande que halle al lado del norte.
Su frente principal que en Medio Oriente y plazuela tiene fabricadas 61 varas y consta de cinco piezas amplias y de buen material. El frente que mirar norte es de piezas más elevadas y dobles, consta de ocho piezas, cuatro exterior y cuatro interiores. El frente que mirar poniente no tiene más que paredes altas y tres piezas comenzadas, la del sur en el mismo estado.
-Para rescatar el edificio y evitar mayor deterioro, se dispone de restauración y ampliación de los cuarteles en 1849. Se adquieren entonces materiales para la reedificación de los edificios del hospital y Las Capuchinas, con la consideración que en el primero…
…*se integrará un segundo piso sobre los cuarteles… para habitación de los oficiales transeúntes… pues cesará para siempre la molestia de alojar a la tropa en casas de los particulares…

### Lectura arquitectónica como Colegio Civil
Es 1870, ahora el colegio civil ocupa el inmueble:
…*el edificio se presenta como un gran cuadril hongo formado por un ajardinado patio central rodeado por comedores de arquería y las habitaciones perimetrales. El cuerpo central que ocupaba la semidestruida iglesia ha sido reducido en los límites del cuadrilongo aún solo me estimular que conserva la doble altura y las tres puertas de acceso desde la calle, las cuales son duplicadas hacia el patio interior, conservando su carácter eclesial.
Las 29 habitaciones amplias y de diversos tamaños operan las oficinas de administración, las portería, aulas y laboratorios.

### Transformaciones arquitectónicas
- En 1877 se decreta la separación de las escuelas de jurisprudencia y de medicina del colegio civil.
- En 1878 se suprime el servicio de internado por alumnos.
- Se siembran árboles en el patio interior y las banquetas exteriores
- 1880 se crean escuela de artes y la de agricultura.
- 1886 se pavimentan las banquetas exteriores con aplacados de piedra negra y los pórtico de accesos y el salón de actos con aplacados de mármol negro y blanco procedente de las herederas de las Mitras, se instalan faroles externos para iluminación nocturna del edificio.
- Se instala el observatorio meteorológico que funcionará hasta 1972, el museo de historia natural y se concebía el arquería sur del patio central. Además se reforesta la plaza.
- 1887 en el ala norte del edificio inicia actividades de escuela normal para maestros.
- 1896 se inicie la construcción del gran salón de actos en el segundo piso del ala poniente sobre el museo de historia natural.
- Se ha isla el patio central de los laterales al norte y sur a Morelia no el lado limítrofe de los pasos por picados de modo que ahora operan como.
- Se reforesta amante la plaza y se colocan bancas metálicas en sus fundadores y ocho jarrones de fierro sobre basamentos de cantera enmarcan el acceso a los fundadores tribunales que culminan en la fuente central de cantera.
- 1907 se describe la división del patio central por corredores por picados y la presencia no molinos de viento al centro del mismo. Se menciona un jardín botánico en el extremo sur y en el traspatio se ha sembrado una huerta de Morelia para la caída de gusanos de seda.
- 1908 el edificio cuenta con servicios de agua y drenaje por tuberías y se promueve un nuevo gimnasio interior.
- 1910 se fundó el departamento de fotografía.
- Para conmemorar el primer centenario de la independencia se inauguran la plaza, el banco de nivel de Monterrey: un pedestal para le dicte dos de piedra de Durango, modulada que se corona con una esfera que saquea de mármol blanco y una fecha que la traviesa apuntando el polo astronómico que la dirección del meridiano que pasa por Monterrey.

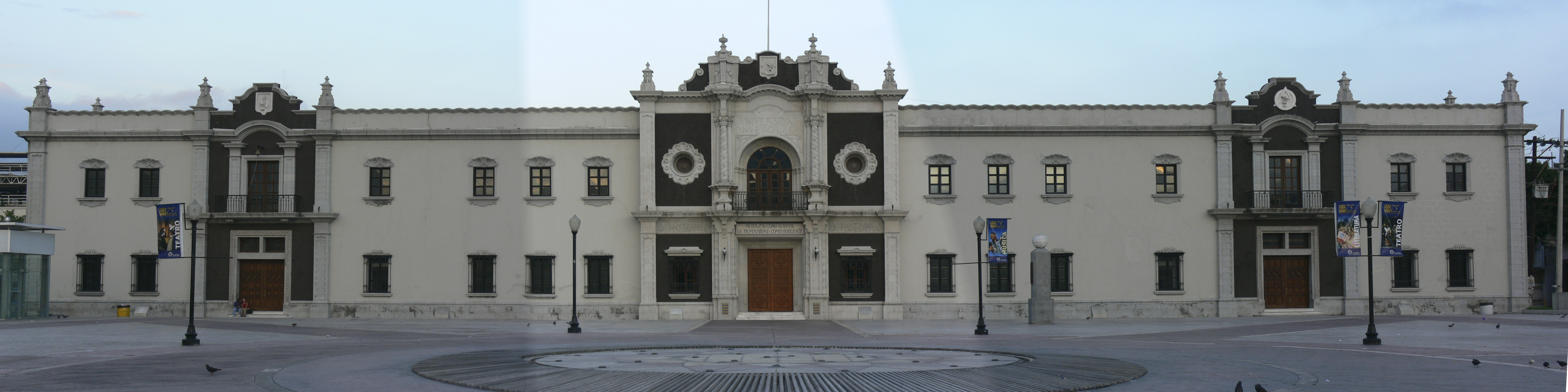
Vista Fachada del Colegio Civil en 2008

- 1916 se formalice la biblioteca.

## Lectura arquitectónica como universidad
La idea de establecer una universidad tomó fuerza partir de 1930, pero se concretaría hasta mayo de 1983. El colegio civil declarado como sede por lo que deberá ser intervenido por adecuaciones o requerimientos; esto implica la construcción de un gran auditorio para los actos oficiales y diversas actividades, además ampliar con más aún estas instalaciones del segundo nivel.
Con este propósito se inicie la construcción del aula magna fray Servando Teresa de Mier, proyectada sobre el vacío en los estados del patio central. Para su construcción se utilizó concreto armado y ladrillos industriales así como el cambio de estilo neoclásico año colonial. La fachada principal del edificio es ahora un gran rectángulo horizontal dividido en cuatro tramos por tres portadas dos los extremos quedan acceso a las tablas de estudio y la central de acceso al aula magna.
Independencia de las escuelas de leyes y de medicina 1871-1880
En 1877 el gobernador Genaro Garza García reubica las escuelas de leyes y de medicina volviéndoles independientes. En diciembre se crea la ley del consejo de instrucción pública. El presidente de dichos consejos el gobernador que integran los directores de las escuelas de jurisprudencia, medicina y del Colegio Civil. En enero de 1878 se emite el reglamento sobre el colegio de abogados, así como el primer reglamento de la escuela de medicina de Monterrey, después de separarse del Colegio Civil.

### Primera sociedad de alumnos 1891-1900
- En 1896 se establece la primera sociedad de alumnos.
- En 1897 se efectuó la primera huelga estudiantil del colegio y a finales de este año una epidemia de fiebre amarilla suspende por un tiempo las clases. Decreto de la ley de instrucción preparatoria.
- En 1910 se decreta la ley de instrucción preparatoria. También se inauguran el monumento histórico, geográfico, estadístico meteorológico conocido como Dios Bola.
- En 1914 edificio del colegio civil vuelve ser utilizado como cuartel federal.
- En 1915 se fundó la escuela de enfermería.
- El 5 de septiembre de 1911 se emite el decreto que establece las materias que se estudiarán en la enseñanza preparatoria: 31 materias en cinco años.

#### Fundación de la escuela de enfermería, 1915
El 8 de octubre de 1915 se inaugura la escuela de enfermería.
El 21 de mayo de 1918 se emite la ley sobre el ejercicio de la medicina.

#### Creación de la Escuela Industrial Femenil Pablo Livas, 1921-1930
En 1921 se crea la Escuela Industrial Femenil Pablo Livas.
- El 4 de octubre de 1928 se coloca la primera piedra del edificio del escuela industrial Álvaro Obregón
- En 2 de noviembre de 1929 el ejecutivo del estado autoriza emplear hasta cien mil pesos del fondo de irrigación a terminar la construcción del escuela Álvaro Obregón.
- El 26 de febrero de 1930 se emite el último reglamento del Colegio Civil en el estado de Nuevo León, previo a la fundación de la Universidad de Nuevo León.

## Hospital universitario 1931-1940
En 1931 se autoriza el funcionamiento del escuela de farmacia, anexa a la escuela de medicina de Monterrey. El 11 a noviembre de ese mismo año se emite el decreto n.º 18 se autoriza el funcionamiento legal del escuela de farmacia del estado de Nuevo León, con su plan de estudios y los antecedentes académicos que deben tener los interesados en ingresar. El 29 de octubre de 1932, representantes de las escuelas de jurisprudencia, medicina, farmacia, normal y el colegio civil someten a la consideración de la H. XLIV legislatura del estado de nuevo León un proyecto de organización de un universidad en la ciudad de Monterrey. El 3 de diciembre se emite el decreto n.º 68 establece la ley reglamentaria para el ejercicio de la profesión de ingenieros en el estado de Nuevo León.
1933 El 31 de mayo, el gobernador don Francisco A. de la

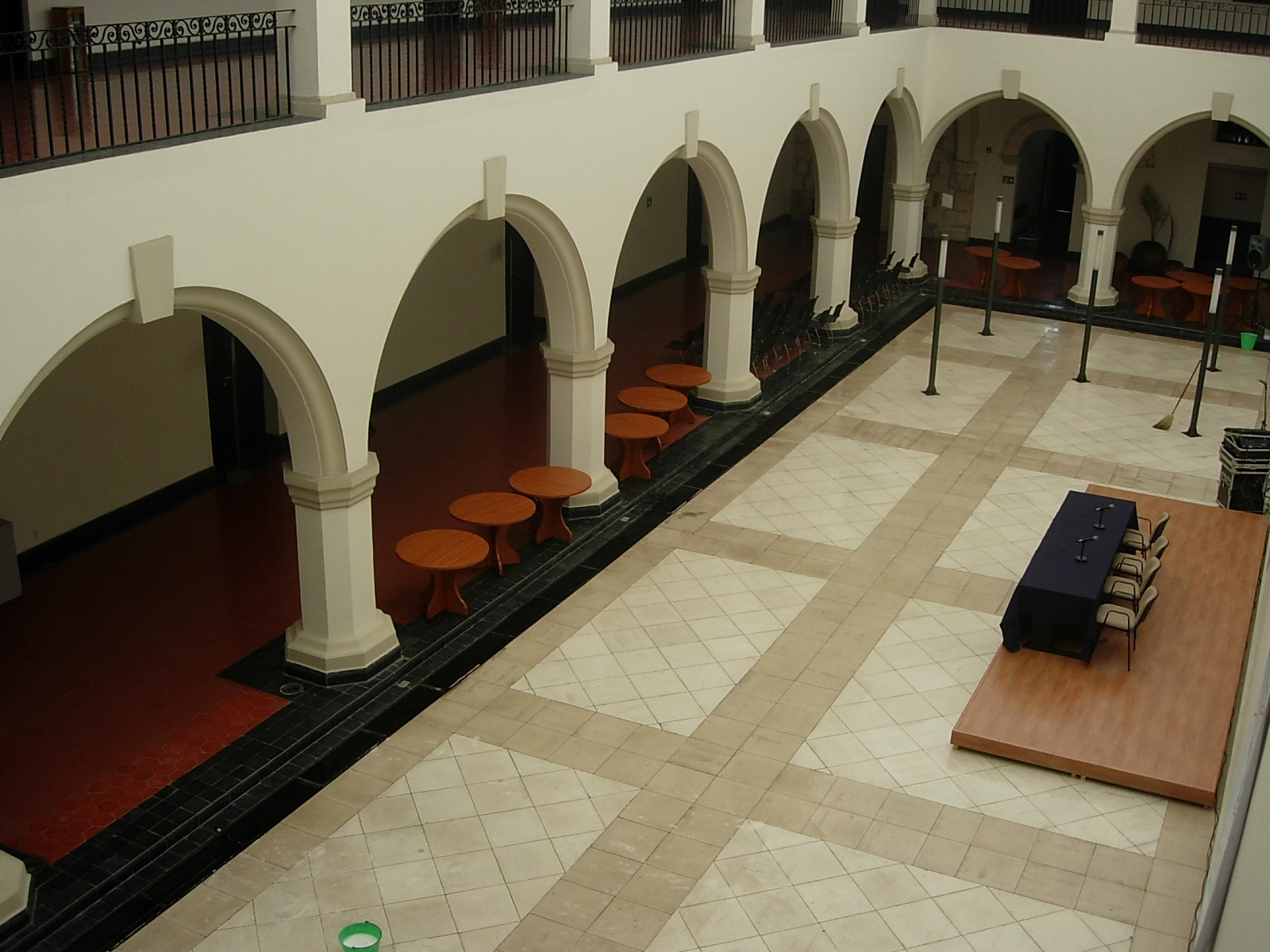
Patio del Colegio Civil en 2007

## Hospital universitario (1938)
El primer intento por establecer la enseñanza médica en Nuevo León –en la etapa de México independiente– será en el plan de instrucción pública, remitido al congreso del estado el 27 de febrero de 1826 por el entonces gobernador José María Parás. En 1928 el gobernador Joaquín García, al amparo del legislatura, comisiona a Manuel María Arellano para que contrate en la Ciudad de México, al médico italiano Pascual Constanza para fundar una cátedra de medicina, de acuerdo el plan presentado por escrito al congreso por el mismo, además de instruir a las parteras en el arte de la obstetricia y partear. El estado se comprometía a imponer sus aspectos e influjos con autoridad eclesiástica del hospital para que el doctor Constanza se hiciera cargo de visitar y asistir al hospital, gozando de la dotación asignada al facultativo que centelle ese cargo así como construir a la mayor brevedad el anfiteatro anatómico y el jardín botánico. Este primer intento enseñanza médica se truncó con la cancelación del contrato mayo de 1829; de los alumnos inscritos cuatro continuaron sus estudios en escuela de medicina de México y 1, Carlos Ayala, en Guadalajara, con el presupuesto y finalmente destinado al escuela de Monterrey. Solo dos concluyeron la carrera, Ayala, que regresó a esta ciudad y Francisco Gutiérrez se radicó en Tampico hasta su fallecimiento en 1840. Una de las primeras inquietudes del doctor José Eleuterio González a su arribo Monterrey en 1833, fue la desatención de la enseñanza médica. Esto lo motivó a abrir en enero de 1835 una cátedra de farmacia en el hospital, con cuatro estudiantes se concluyeron el curso en 1839. A principios de 1842, luego de haber obtenido su título de Médico Cirujano Partero, se propone dar un curso completo de las ciencias médicas, inscribiéndose cuatro alumnos. Duró tres años y solo concluyó aquí el doctor Blas María Díaz, mas Ignacio Garza García que terminó en México. En 1849 impartió otro curso de farmacia. Los dos alumnos inscritos obtuvieron el título de boticarios. En 1851, a raíz de la creación del Consejo de Seguridad, retomó su idea de abrir un curso más completo de ciencias médicas, pero 1853 al hospital del Rosario cerró sus puertas en definitiva. El doctor González se limitó a establecer una cátedra de partes para hombres y mujeres. La desoladora situación que se encontraba Monterrey lo motivó promover la erección del hospital civil, preliminar indispensable para fundar la escuela de medicina.

### Escuela y hospital
El 30 de octubre de 1859 es la fecha oficial del nacimiento de la facultad de medicina, cuya dirección estuvo cargo el doctor José Eleuterio González. La planta de catedráticos fue:
- Manuel Garza García: química, botánica y farmacia.
- José Eleuterio González: anatomía, medicina operatoria y obstetricia.
- Carlos Ayala: fisiología e higiene.
- Francisco González Carrasco: patología general y externa.
- José María Castillo: patología externa
- Ignacio Garza García: materia médica y terapéutica, medicina legal y física y química aplicada a la medicina.

Según documentos de esa época, solo funcionaron como profesores el doctor González y los hermanos Garza García, suponiendo que en principio no impartió todas las materias por renuencia de los nominados. Les fue al inició con 15 jóvenes a quienes tocó realizar sus primeras tácticas en el entonces recién inaugurado hospital civil en 1860.
La escuela de medicina como parte del colegio civil, inicia con muchas penalidades, por los continuos conflictos políticos a nivel nacional y local de esa época, la guerra de los tres años y la intervención francesa. En esta última el imperio clausuró el colegio civil, pero las clases continuaron de manera semiclandestina entre misiles de los maestros.
De los alumnos inscritos solo seis concluyeron su carrera. En farmacia, Sóstenes de la Fuente en 1862 y cinco de medicina en 1865. El primer médico titulado por la facultad fue Ignacio Martínez, en agosto en 1865.